# Bythiospeum drouetianum
Bythiospeum drouetianum is een slakkensoort uit de familie van de Hydrobiidae. De wetenschappelijke naam van de soort is voor het eerst geldig gepubliceerd in 1882 door Clessin.